# KEYCREW
株式会社KEYCREW（かぶしきがいしゃキークルー、英: KEYCREW inc.）は、東京都中央区に本社を置く物流会社。

## 概要
2021年4月1日に設立。中小企業やスタートアップ向けに、EC物流サービスを提供する倉庫事業を展開。

## 子会社
- 株式会社STOCKCREW
- 株式会社ROBOCREW